# Гаузен, Карл Эрнст
Карл Эрнст Гаузен (нем. Karl Ernst Hausen; 1792, Тукумс — 13 августа 1858, Тукумс) — российский флотский механик из остзейских немцев. Работал в Кронштадте.

## Биография
В 1829 году сконструировал водолазный скафандр, отличный от конструкции Августа Зибе, состоящий из металлического шлема, в который с поверхности подавался воздух, водонепроницаемого костюма и грузов.
Водолазное снаряжение Гаузена, по сути, представляло собой персональный водолазный колокол и явилось прототипом современного вентилируемого снаряжения. Шлем крепился на плечах водолаза металлической шиной и не был соединён с костюмом герметично, так что избыток воздуха выходил из-под нижнего края шлема. Тем не менее водолазный скафандр Гаузена в дальнейшем был усовершенствован и нашёл применение в российском флоте.

## Память
Память о Гаузене сохранена в его родном городе: в 2013 году на арт-объекте «Ворота из прошлого в будущее», установленном у Тукумсского исторического музея, имя Гаузена было размещено в числе 41 имени известных уроженцев Тукумса.

## Награды
17 (29) декабря 1847 года был возведён императорским указом в личное почётное гражданство.